# Шишков, Геннадий Анатольевич
Геннадий Анатольевич Шишков (12 июля 1952 — 4 января 2017) — советский игрок в хоккей с мячом, вратарь, заслуженный мастер спорта СССР (1990), трёхкратный чемпион мира.

## Биография
Начал играть в хоккей с мячом в 1967 году в Ликино-Дулёво в юношеской команде «Труда».
Вся игровая карьера на высшем уровне прошла в московском «Динамо», в составе которого Шишков трижды побеждал в чемпионате СССР и Кубке европейских чемпионов. В 1977 году признавался лучшим вратарём сезона в СССР.
В сборной СССР с 1974 по 1983 год. Принимал участие в четырёх чемпионатах мира (10 матчей), трёхкратный чемпион мира (1975, 1977, 1979).
С 1985 по 1994 год работал тренером школы «Динамо».

## Достижения
«Динамо» (Москва)
 Чемпион СССР: 1974/75, 1975/76, 1977/78 

 Серебряный призёр чемпионата СССР: 1973/74, 1976/77, 1983/84 

 Обладатель Кубка европейских чемпионов: 1975, 1976, 1978 

 Бронзовый призер Спартакиады народов РСФСР: 1970.
Сборная СССР
 Чемпион мира: 1975, 1977, 1979 

 Серебряный призёр чемпионата мира: 1983 

 Победитель Международного турнира на приз газеты «Советская Россия»: 1976, 1978, 1980, 1982

 Серебряный призёр Международного турнира на приз газеты «Советская Россия»: 1974
Личные
- В списке 22-х лучших игроков сезона (6):  1974, 1976, 1977, 1979, 1981, 1982
- Лучший вратарь сезона: 1977

## Спортивные звания
- Мастер спорта СССР — 1974
- Мастер спорта СССР международного класса — 1975
- Заслуженный мастер спорта СССР — 1990[1]

### Комментарии
1. ↑  Количество игр и голов за клуб(ы) в высшем дивизионе чемпионатов СССР